# مشعل بن حمد آل ثاني
الشيخ مشعل بن حمد بن خليفة بن حمد بن عبدالله بن جاسم بن محمد آل ثاني  الأبن الأكبر لأمير دولة قطر السابق الشيخ حمد بن خليفة آل ثاني وهو ابن الأمير من زوجته الأولى الشيخة مريم بنت محمد بن حمد آل ثاني. وقد انتخب بالتزكية مؤخراً كرئيساً الاتحاد العربي لرياضة الخيل والفروسية نظرا لكونه أحد أهم الشخصيات الرياضية في ذلك المجال ومن أهم مُلاك الخيل العربية الأصيلة على مستوى العالم، كما ترأس نادي الريان الرياضي من سنة 1993 إلى 2004 والتي توِّج فيها الريان بالعديد من الألقاب على مستوى جميع الألعاب. هو جزء من العائلة الحاكمة في قطر.

## أبنائه
عبد الله بن مشعل بن حمد آل ثاني
محمد بن مشعل بن حمد آل ثاني
حمد بن مشعل بن حمد آل ثاني
مريم بنت مشعل بن حمد آل ثاني
روضة بنت مشعل بن حمد آل ثاني
عائشة بنت مشعل بن حمد آل ثاني
سارة بنت مشعل بن حمد آل ثاني